# Aculithus
Genre
Aculithus est un genre d'araignées aranéomorphes de la famille des Phrurolithidae.

## Distribution
Les espèces de ce genre sont endémiques de Chine.

## Liste des espèces
Selon World Spider Catalog (version 26, 27/04/2025) :
- Aculithus bijiashanicus (Liu, 2020)
- Aculithus brevispinus Mu & Zhang, 2023
- Aculithus chongyi Liu & S. Q. Li, 2022
- Aculithus fabiformis (Liu, Xu, Xiao, Yin & Peng, 2019)
- Aculithus hippocampus (Jin, Fu, Yin & Zhang, 2016)
- Aculithus languan Jiang & Liu, 2025
- Aculithus pseudofabiformis (Liang, Q. Li, Yin, H. Li & Xu, 2021)
- Aculithus ruijin Jiang & Liu, 2025
- Aculithus subfabiformis (Liu, 2020)
- Aculithus taishan Liu & S. Q. Li, 2022
- Aculithus taoyuan (Fu, Chen & Zhang, 2016)
- Aculithus xunwu Liu & S. Q. Li, 2022

## Systématique et taxinomie
Ce genre a été décrit par Liu et Li en 2022 dans les Phrurolithidae.

## Publication originale
- Liu, Li, Zhang, Ying, Meng, Fei, Li, Xiao & Xu, 2022 : « Unknown species from China: the case of phrurolithid spiders (Araneae, Phrurolithidae). » Zoological Research, vol. 43, no 3, p. 352-355, Suppl. I : 5 p., Suppl. II : p. I-CCXX (texte intégral).